# Álvaro Novo
Álvaro Novo Ramírez (* 16. Mai 1978 in Córdoba) ist ein ehemaliger spanischer Fußballspieler. Er gewann mit RCD Mallorca im Jahr 2003 die Copa del Rey.

## Spielerkarriere

### Die Anfänge
Der gebürtige Andalusier Álvaro Novo begann seine Karriere als Fußballer in der Saison 1996/1997 beim Verein seiner Heimatstadt – Córdoba CF. Anschließend ging er zum Drittligisten CD Carabanchel, wo er erstmals mit zehn Toren in 37 Spielen überzeugen konnte. Es folgte ein zweijähriges Engagement im B-Team des Erstligisten RCD Mallorca.

### Profifußball
Im Sommer 2000 wurde Álvaro Novo in die erste Elf der Mallorquiner befördert, wo er drei Jahre lang spielte. Unter anderem zwei Mal im UEFA-Pokal und einmal in der Champions League. Mit Mallorca gewann er 2003 die Copa del Rey. Nach diesem Erfolg wechselte er zum ambitionierten Liga-Rivalen Atlético Madrid, wo er in seiner ersten Saison auch einen Stammplatz hatte. Im zweiten Jahr waren es allerdings nur noch fünf Spiele, so dass er 2005 zu Real Sociedad ging. Dort war er einer der wenigen nicht-baskischen Spieler.

### Real Sociedad
In seiner ersten Saison bei Real Sociedad hatte er einen Stammplatz, danach waren es nur noch zehn Einsätze in der Abstiegssaison 2006/07. Nach dem Abstieg blieb er dennoch bei den Basken, wo er in der Segunda División fast überhaupt nicht mehr berücksichtigt wurde. Nach einigen Kurzeinsätzen beendete nach Saisonende seine Laufbahn.

## Erfolge
- Spanischer Pokalsieger: 2003